# Chinesische Jujube

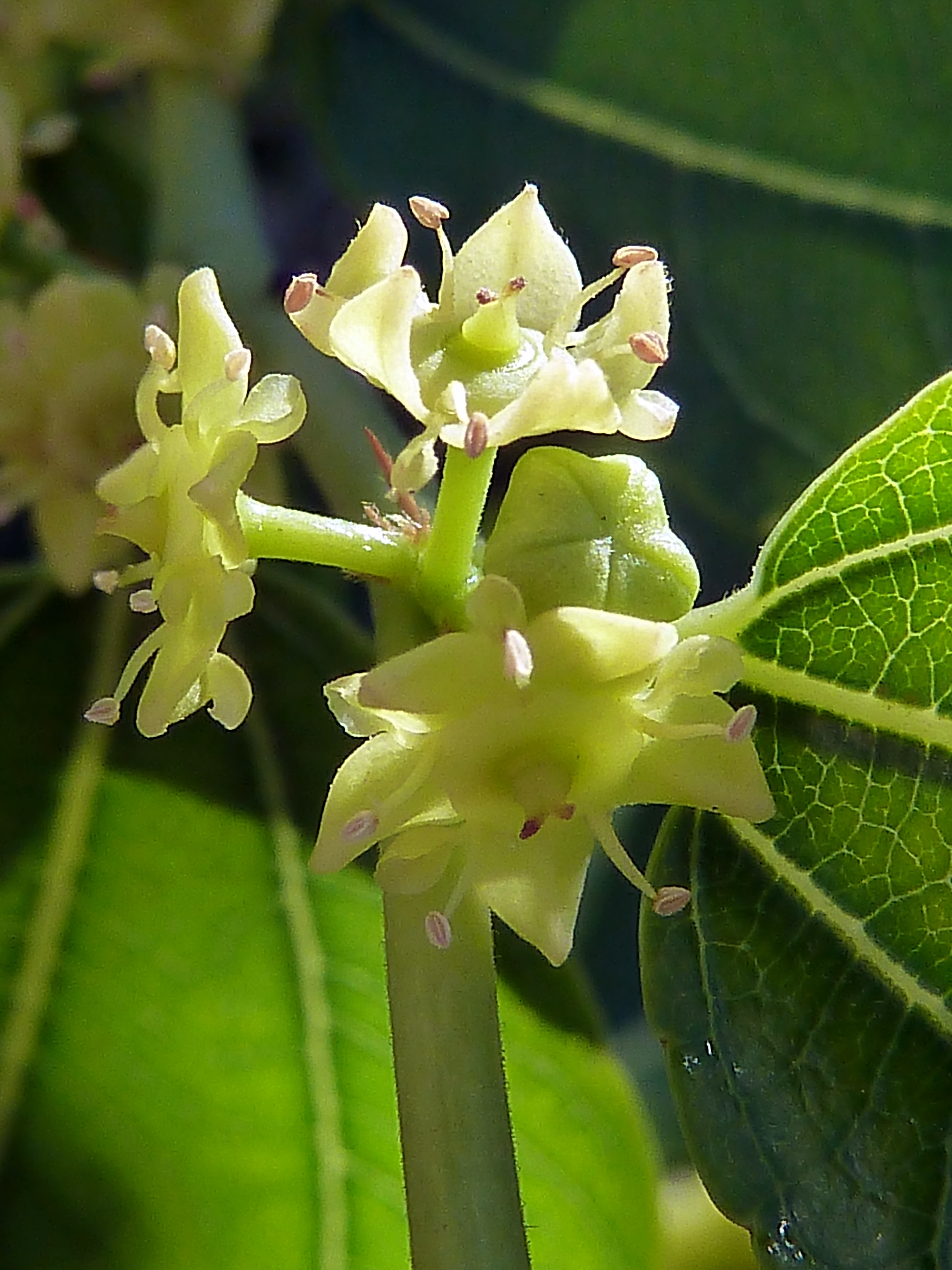
Blüten

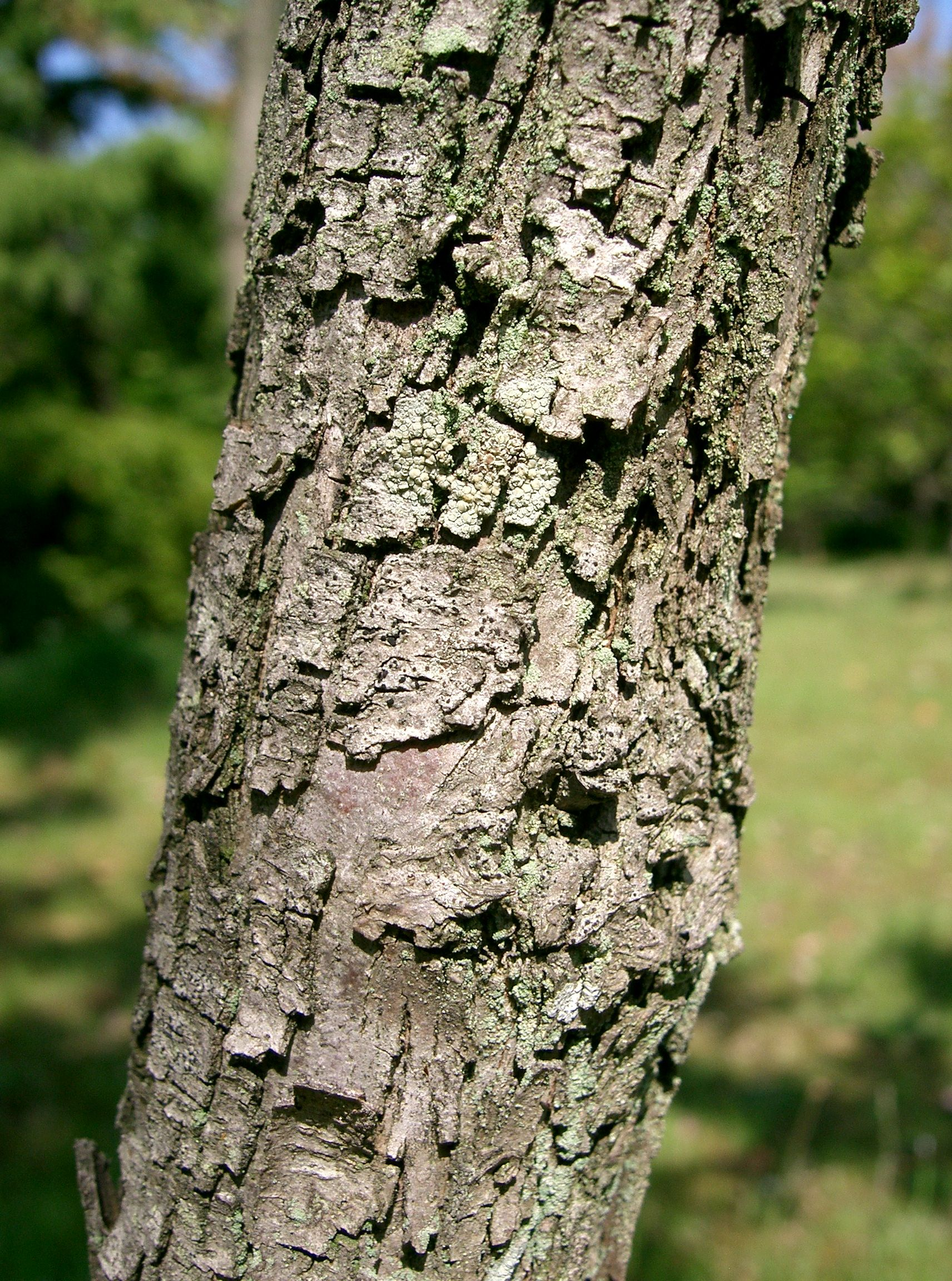
Borke

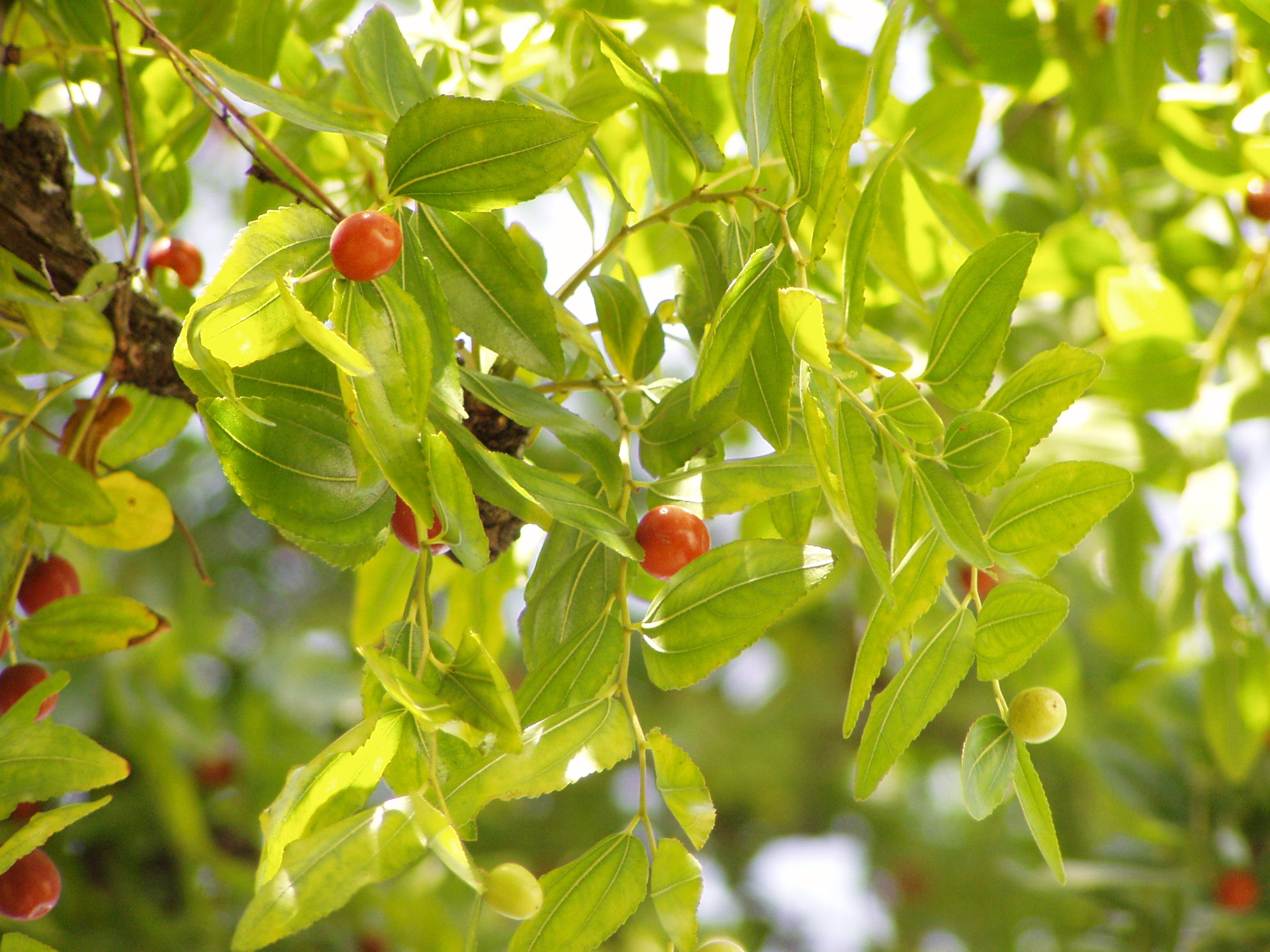
Blätter und Früchte

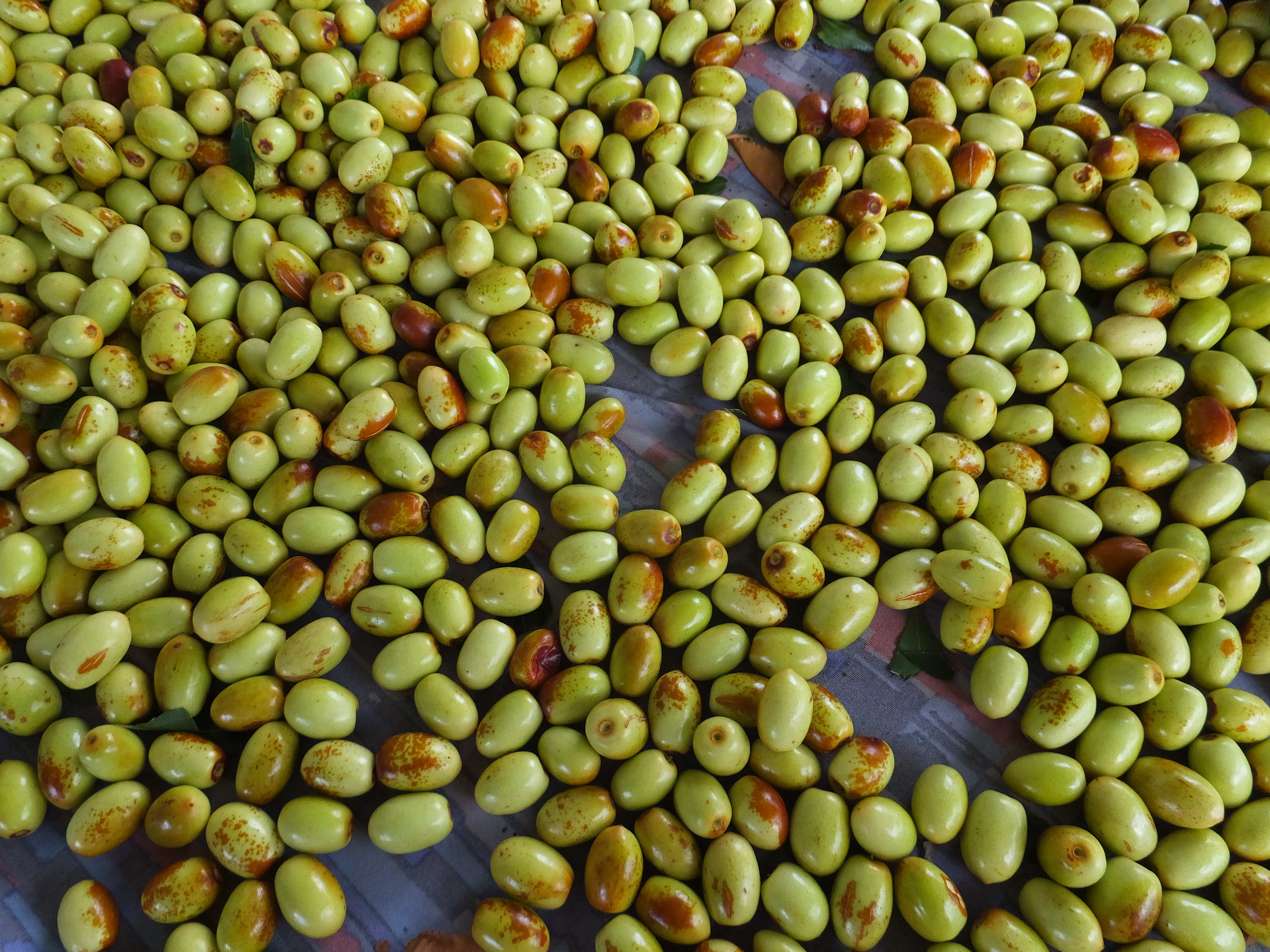
Früchte

Die Chinesische Jujube (Ziziphus jujuba Mill.; Synonym: Ziziphus vulgaris Lam.), auch Chinesische Dattel (oder Kumul-Dattel), Rote Dattel, Azufaifa oder (rote) Brustbeere genannt, ist eine Pflanzenart aus der Familie der Kreuzdorngewächse (Rhamnaceae). Sie stammt aus Nord- und Nordostchina und wird heute weltweit kultiviert.

## Beschreibung
Die Chinesische Jujube ist ein Baum oder seltener ein Strauch, der Wuchshöhen bis zu 10 Meter erreicht. Er ist lang und kurz bedornt oder ohne Dornen und lang verzweigt. Die raue, längsrissige bis schuppige Borke ist braun bis grau-braun. Die Rinde junger, biegbarer Zweige ist purpurn-rot oder auch schon grau-braun und weich. Die Nebenblätter sind zu zwei Dornen umgebildet oder fehlen ganz. Lange Dornen sind gerade und bis zu 3 Zentimeter lang. Kurze Dornen entwickeln sich an älteren Zweigen und sind umgebogen.
Die Blütezeit reicht von Mai bis Juli, die Fruchtreife von August bis Oktober. Die Chromosomenzahl beträgt 2n = 24. Häufig ist aber Polyploidie mit 2n = 36 oder 2n = 48.

### Blätter
Die wechselständigen Laubblätter sind 1 bis 6 Millimeter lang gestielt, an Jungtrieben auch bis zu 1 Zentimeter lang. Sie sind oberseits kahl und unterseits spärlich behaart. Die eiförmigen bis eilanzettlichen, elliptischen oder rundlichen Blattspreiten sind (abaxial) hellgrün und oberseits (adaxial) dunkelgrün. Sie sind zwischen 3 und 7 Zentimeter lang und 1,5 bis 4 Zentimeter breit und dreinervig, papierartig, mit leicht ungleicher, abgerundet bis stumpfer Basis. Der Blattrand ist fein gezähnt und die Spitze abgerundet bis stumpf, seltener spitz oder bespitzt.

### Blütenstände und Blüten
Die Blüten stehen einzeln oder zu zweit bis acht in achselständigen, kurz gestielten zymösen Blütenständen.
Die Blütenstiele sind zwischen 2 und 3 Millimeter lang. Die zwittrigen Blüten mit doppelter Blütenhülle sind fünfzählig, kahl und von gelb-grüner Farbe. Der Diskus ist dick, fleischig und fünflappig. Die Kelchblätter sind breiteiförmig sowie mittig, adaxial gekielt und rundspitzig. Die kleinen, spatel- und kapuzenförmigen, schmalen Kronblätter sind alternierend zu den Kelchblättern angeordnet und etwa so lang wie die Staubblätter die am Rand des Diskusses sitzen. Der Fruchtknoten ist halboberständig und leicht in den Diskus eingesenkt. Der zweiästige Griffel ist bis etwa zur Hälfte gespalten.

### Früchte und Samen
Es werden orange-rote bis rote oder rot-purpurne Steinfrüchte gebildet. Sie sind länglich bis schmal-eiförmig und zwischen 2 und 3,5 Zentimeter lang sowie 1,5 bis 2 Zentimeter im Durchmesser. Das Mesokarp ist mehlig-fleischig und dick. Es schmeckt mild-süß oder leicht säuerlich. Der hellbraune, runzlige Steinkern ist an beiden Enden spitzig bis abgerundet. Er enthält zwei Kammern und ist ein- oder zweisamig. Die orange-braunen Samen sind abgeflacht-elliptisch und etwa 10 Millimeter lang und 8 Millimeter breit.

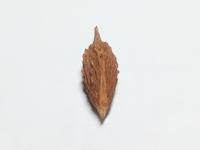
Ziziphus jujuba Steinkern
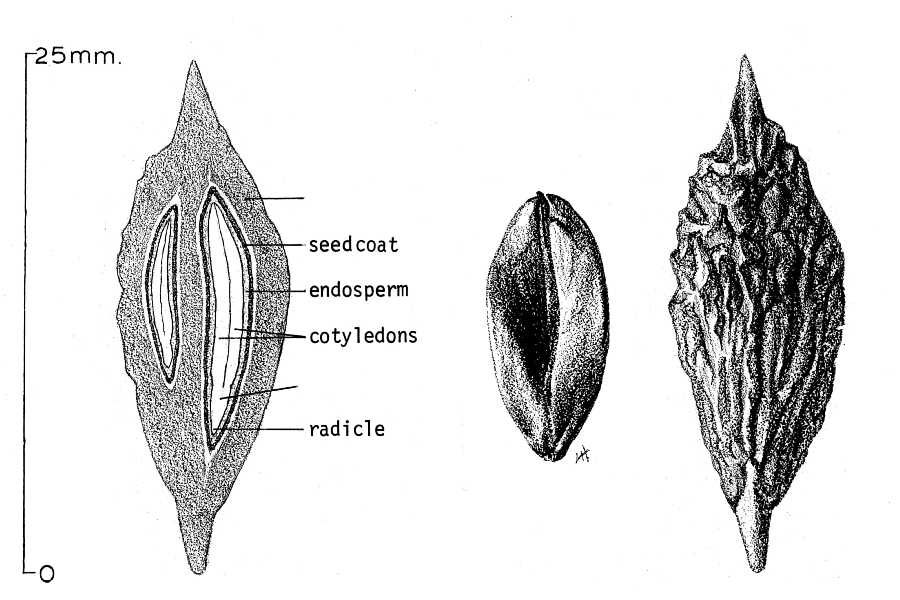
Ziziphus jujuba Steinkern und Samen
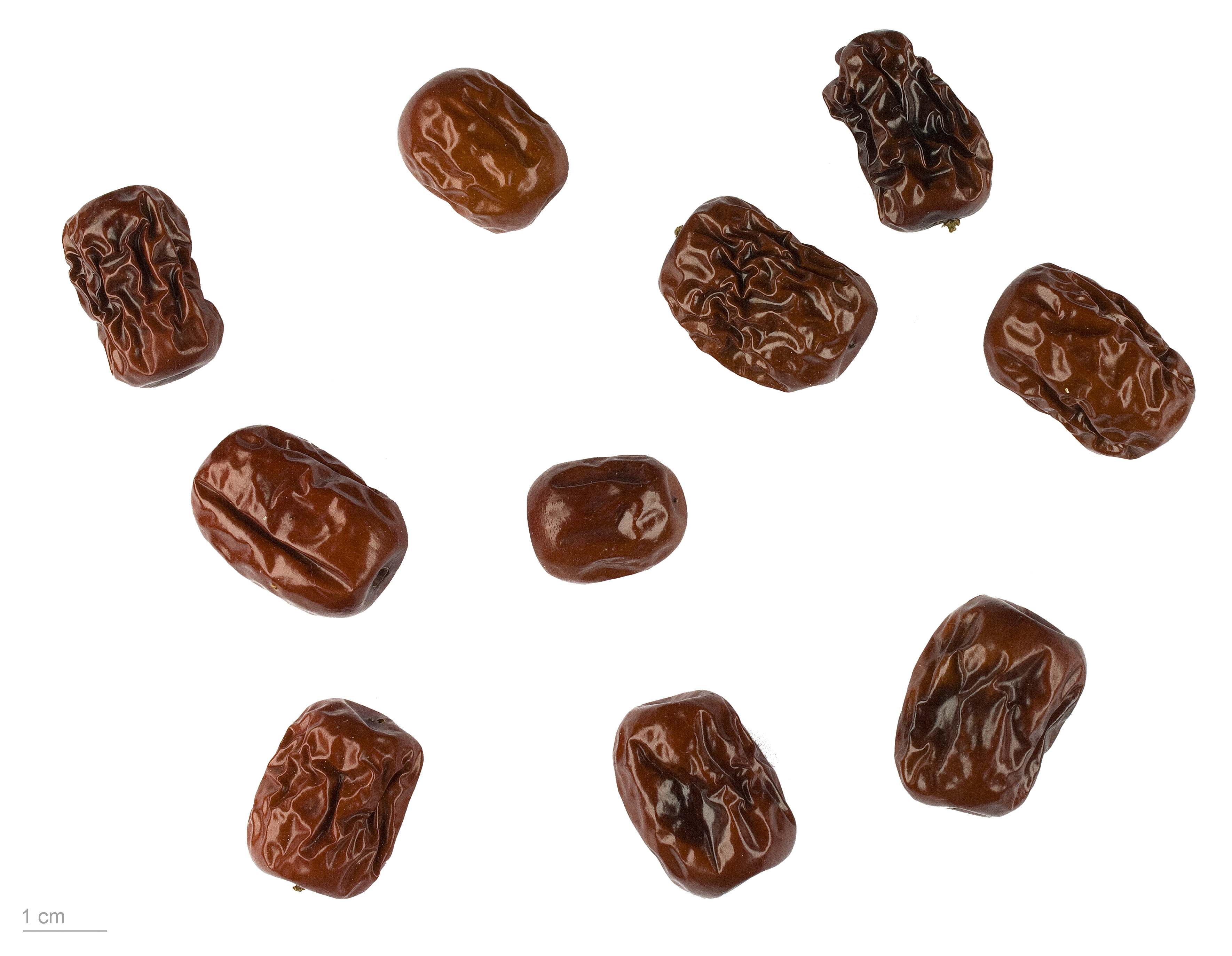
Getrocknete Früchte
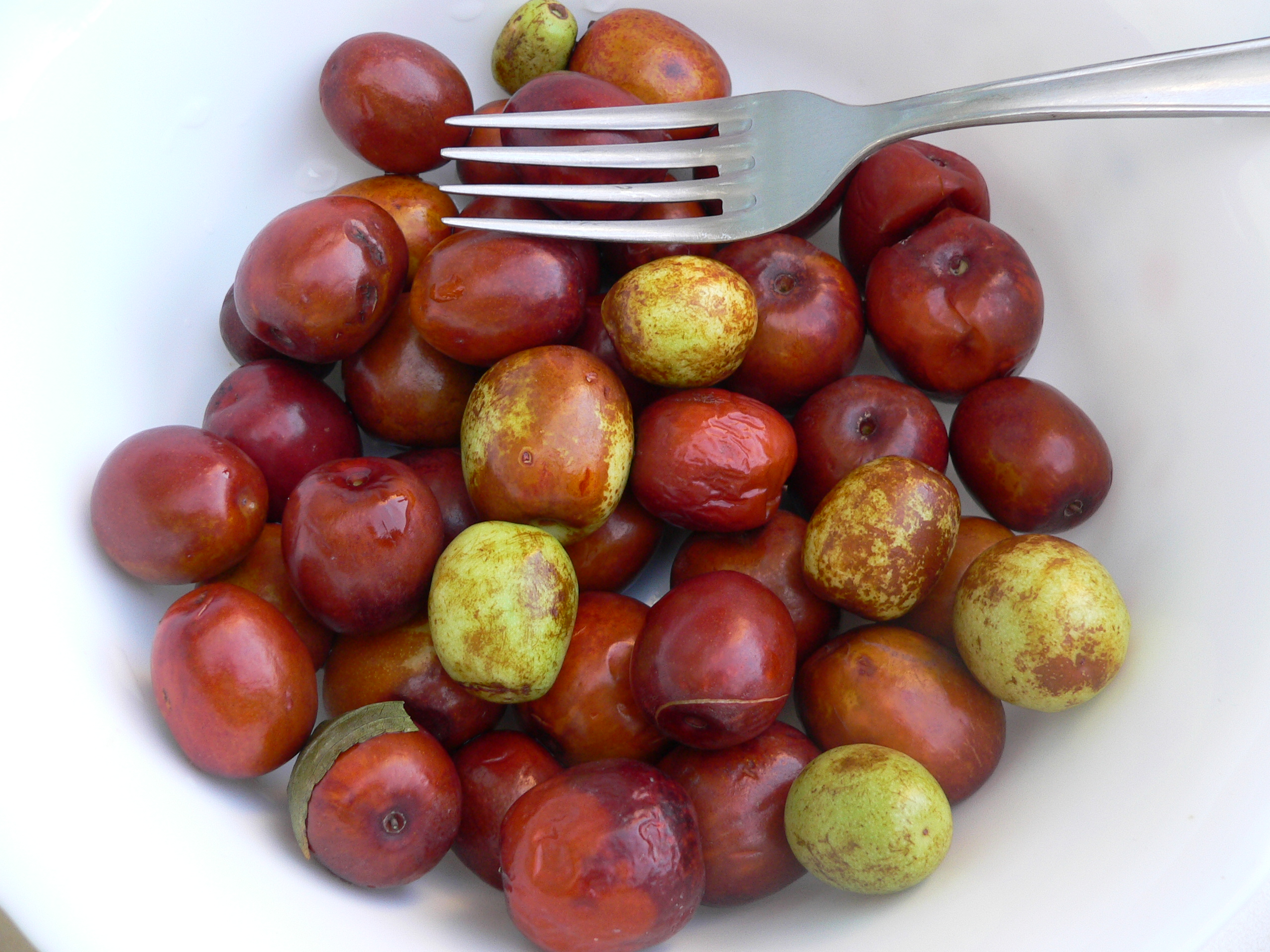
Frische Azufaifas aus Almería in Südspanien
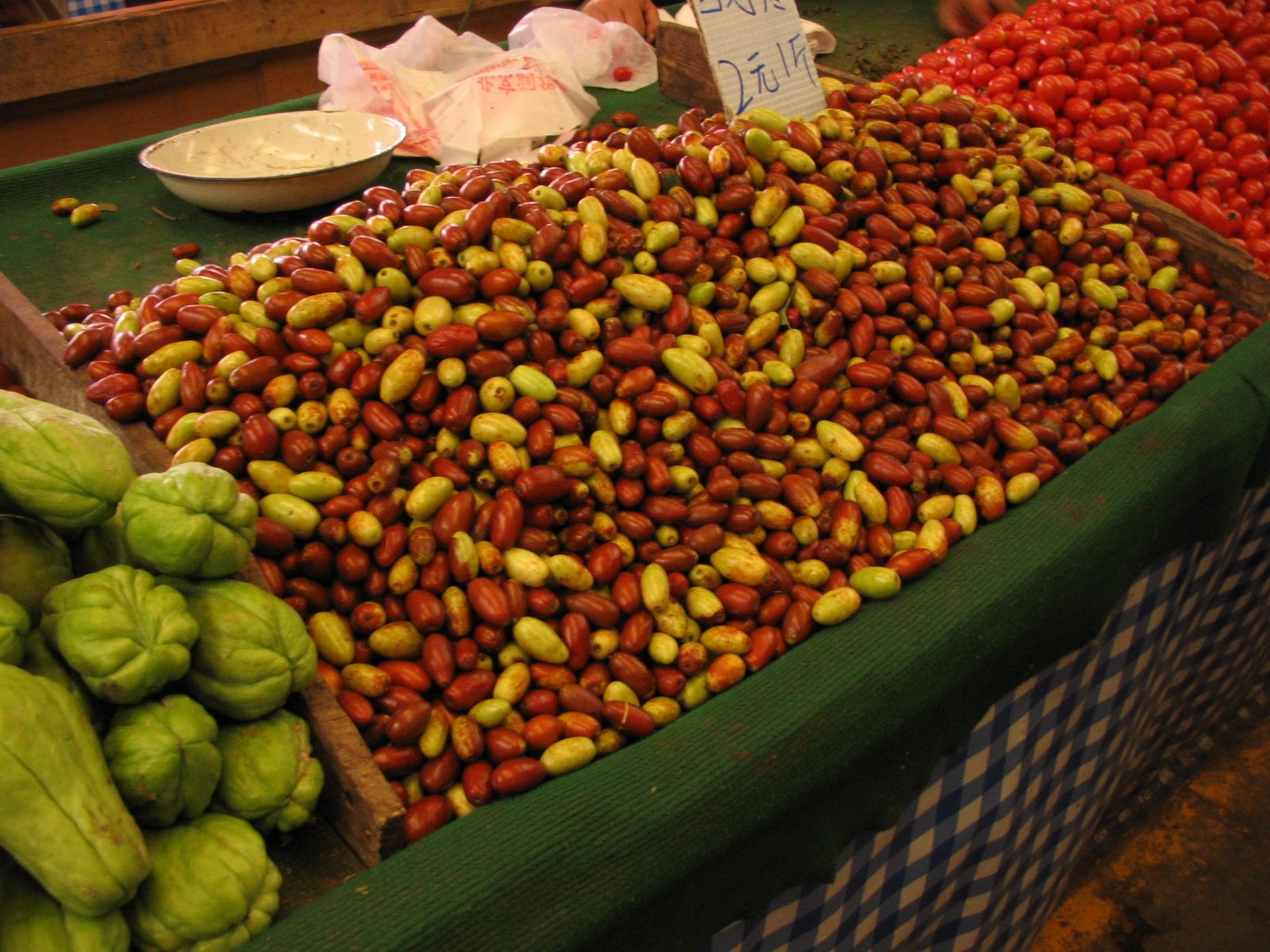
Chinesische Datteln zum Verkauf auf einem Markt in Peking

## Varietäten
Es sind vier Varietäten bekannt
- Ziziphus jujuba var. jujuba: mit Dornen, süße Früchte
- Ziziphus jujuba var. inermis (Bunge) Rehder: ohne Dornen, süße Früchte
- Ziziphus jujuba var. spinosa (Bunge) H.H.Hu ex H.F.Chow: mit Dornen, saure, kleinere Früchte, kleinere Blätter
- Ziziphus jujuba var. tortuosa C.Y. Cheng & M.J. Liu: ohne Dornen, mit knorrigen Ästen und viel kleineren Früchten

## Verbreitung
Die Chinesische Jujube wächst im Gebirge und auf Hügeln, an sonnigen, trockenen Plätzen in Höhenlagen bis 1.700 Meter. Das Ursprungsgebiet der Pflanze liegt im Norden und Nordosten der Volksrepublik China. Von dort wurde sie zuerst nach Korea, dann nach Japan, und später nach Nordwest-Indien, Iran und Südosteuropa eingeführt. Heute findet man sie außerdem im gesamten Mittelmeergebiet bis in die Südschweiz und nach Südtirol sowie in Vietnam, Indien, Georgien, Afghanistan, Sudan, Brasilien und den südlichen USA.

## Geschichte und Nutzung
In China wurden die roten Brustbeeren bereits in dem Buch Shennong ben cao jing (zwischen 300 v. Chr. und 200 n. Chr.) unter dem Namen Zao (枣) als wichtige Arzneidroge beschrieben. Dort, und davon abgeleitet in der weiteren Tradition, wurde den Jujubefrüchten zugeschrieben, dass sie die Verdauung kräftigen, nach überstandener Krankheit die Gesundheit festigen und bei regelmäßiger Einnahme lebensverlängernd wirken.
Im Mittelalter wurden Jujube-Früchte, bevorzugt die „großen“ der Chinesischen Jujube, in der Heilkunde verwendet. Die Früchte wurden auch als „welsche“ Hagebutten angesehen und hanbotten genannt.
Im 18. Jahrhundert wurden die Jujuben-Früchte in Europa Chinesische Datteln genannt.
In der koreanischen Küche werden die Früchte Daechu (대추) genannt und für Tees und für die Hühnersuppe Samgyetang verwendet. In der taiwanischen Küche werden die Früchte ebenso für Suppen und Tees verwendet.
Bereits in der Antike gelangte die Jujube (lateinisch ziziphus) ins Mittelmeergebiet. Columella zählte die rote und die weiße Brustbeere („rutila, atque alba ziziphus“) zu den Pflanzen, die für Bienen nützlich sind.
Plinius der Ältere berichtete über sie:
„Gleichfalls fremd sind die Brustbeeren [zizipha] und die Tuberes [tuberes], welche beide erst kürzlich, diese aus Afrika, jene aus Syrien nach Italien gekommen sind. Sextus Papirius, den ich als Consul gekannt habe, brachte sie zuerst zu uns in den letzten Lebensjahren des Kaisers Augustus und ließ sie im Lager auspflanzen. Sie gleichen mehr den Beeren als den Äpfeln, dienen aber den Wällen zur großen Zierde, denn sie reichen jetzt schon bis an die Dächer.“
Die positive Wirkung der Jujubenfrüchte auf die Brust und auf die Lungen wurde erstmals von Gargilius Martialis beschrieben und später von arabischen Autoren bestätigt.
Im 16. Jahrhundert waren die Früchte in Mitteleuropa bekannt als „Brustbeerlein“ (Hieronymus Bock) oder „Rot-Brust-Beerlin“ (Clusius und Dodoens). Bei Krünitz sind ausführliche Informationen über rote, schwarze und weiße Brustbeeren zu finden.
Heute gilt die Jujube im Mittelmeergebiet, Südosteuropa und Kleinasien als eingebürgert, in Mitteleuropa gedeiht sie nur in Gebieten mit Weinbauklima, ihre Früchte reifen dort nur in Jahren mit vielen warmen Sommertagen. Besonders bekannt für die Ernte von „Brustbeeren“ (ital. = giuggiole) ist das oberitalienische Städtchen Arquà Petrarca bei Padua, in dem einmal jährlich im Herbst die „Festa delle Giuggiole“ stattfindet. Dort werden verschiedene Produkte aus den Früchten hergestellt, wie etwa Schnäpse und Konfitüren. In getrockneter Form dienen die Früchte als Brusttee bei Erkältungen; aus diesem Grunde sind sie bei Apothekern häufig auch als Brustbeere bekannt. Das in den Blättern enthaltene Ziziphin hemmt den Süßgeschmack.

## Historische Abbildungen

Jujube (Ziziphus jujuba). In: Abdul ibn Butlan. Tacuinum sanitatis in medicina. 13. Jh., Codex Vindobonensis Series Nova 2644, Blatt 15v[25]
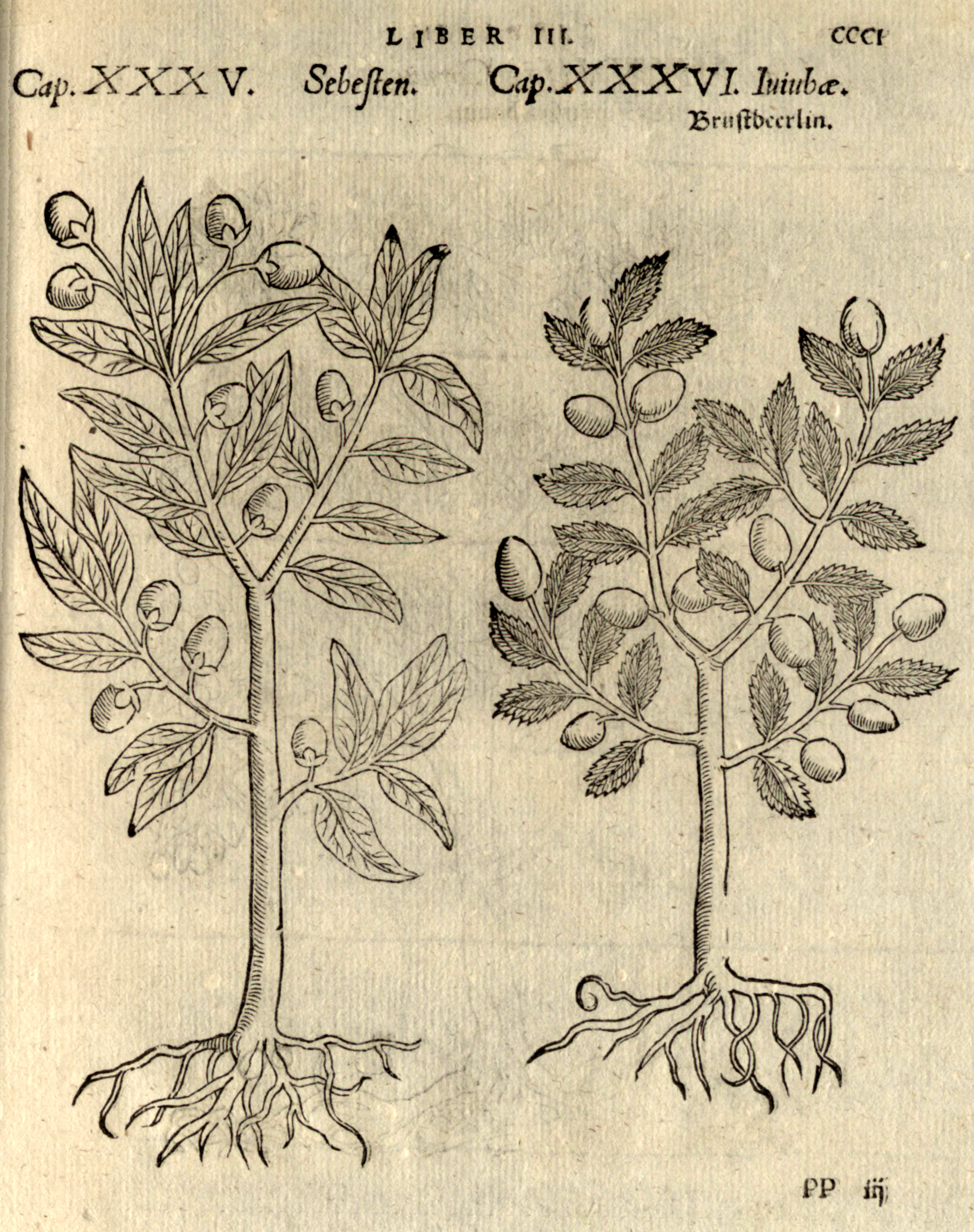
Hieronymus Bock 1553. Links: Schwarze Brustbeere Cordia myxa. Rechts: Rote Brustbeere (Ziziphus jujuba)
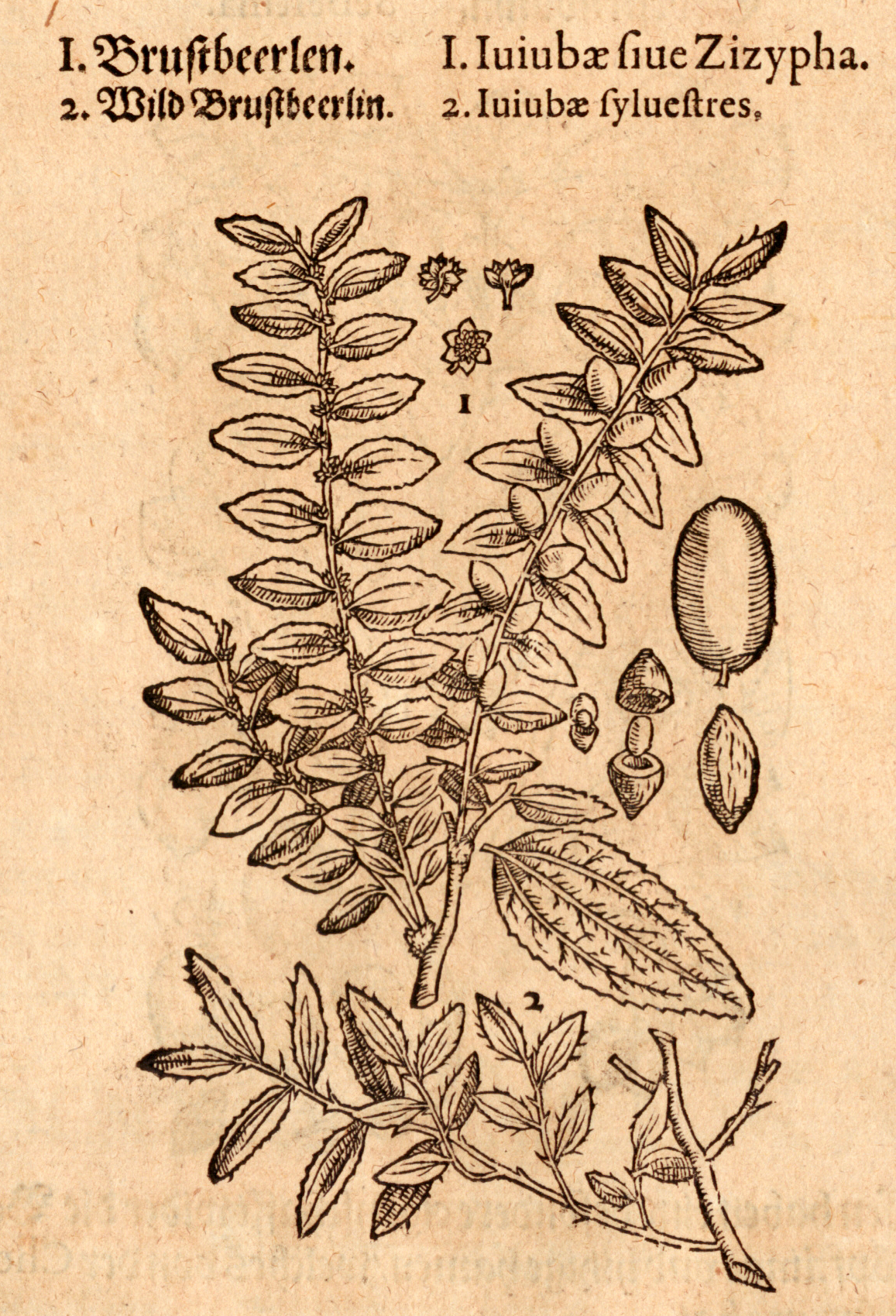
Mattioli / Handsch / Camerarius 1586